# Rigoberto Mendoza
Rigoberto Mendoza De La Rosa (San Cristóbal, República Dominicana, 6 de julio de 1992) es un baloncestista dominicano que juega en los Astros de Jalisco de la Liga Nacional de Baloncesto Profesional de México. Participa con la selección de baloncesto de la República Dominicana en las competiciones internacionales. Con 1,91 metros de estatura, juega en la posición de escolta.

## Trayectoria deportiva

### Profesional
Mendoza surgió de Los Novas, un club sancristobalense. En 2013, tras tres años de actuar en el Torneo de Baloncesto Superior de San Cristóbal con Los Buitres, fue elegido en el draft de la Liga Nacional de Baloncesto por los Reales de La Vega.
En octubre de 2014, Rigoberto se unió al Iraurgi Saski Baloia para participar en la Liga Española de Baloncesto Plata. Apareció en 17 partidos en la temporada 2014-2015 del club, disputando 5 como titular y aportando 6,8 puntos y 2,6 rebotes en 16,8 minutos por partido.
Tras su paso por España, regresó a su país y fichó con el GUG para disputar el Torneo de Baloncesto Superior de Santiago. Luego de ello jugó la temporada 2015 de la LNB con los Reales de La Vega, terminando el campeonato con un promedio de 24,5 puntos por partido, lo que lo convirtió en el máximo anotador del año. Cerró el 2015 consagrándose campeón con Los Buitres, antes de partir a Puerto Rico para incorporarse a los Santeros de Aguada del BSN en enero de 2016.
En 2017 jugaría en Argentina en las filas del Estudiantes de Concordia de la Argentina. El 1 de enero de 2018 se anunció su incorporación a los Capitanes de la Ciudad de México. En abril de ese año volvió a su país para reforzar al Domingo Paulino.
Durante las temporadas 2018-19 y 2019-20, jugaría en las filas de los Capitanes de la Ciudad de México en la LNBP mexicana, con el que sería nombrado  MVP de la LNBP 2019 y MVP de las finales en el BSN 2019.
En verano de 2020, disputa el inicio de temporada con los Dorados de Chihuahua en la LNBP mexicana, con los que promedia 12.5 puntos, 4.5 rebotes, 3.1 asistencias y 1.3 robos.
En noviembre de 2020, el escolta dominicano fue anunciado por el equipo israelí del Maccabi Haifa B.C. que dirige Daniel Seoane con un contrato hasta final de temporada.
El 5 de noviembre de 2021, firma de nuevo con Capitanes de Ciudad de México, pero esta vez disputando la NBA G League.
El 12 de julio de 2023, firma por el Monbus Obradoiro de la liga ACB, proveniente de los Piratas de La Guaira de la SPB de Venezuela.
El 18 de julio de 2024, firma por los Astros de Jalisco de la Liga Nacional de Baloncesto Profesional de México.[cita requerida]

## Selección nacional
Mendoza es miembro de la selección de baloncesto de la República Dominicana desde 2015. Jugó la Copa Mundial de Baloncesto de 2019 con el combinado caribeño. También disputó dos ediciones del Campeonato FIBA Américas (2015 y 2017), dos ediciones del Torneo Preolímpico FIBA (2016 y 2020), y el torneo de baloncesto de los Juegos Panamericanos de 2015 entre otros.
Durante agosto y septiembre de 2023 fue integrante de la selección de República Dominicana que participó en el Mundial de 2023 celebrado en Asia, y que finalizó en decimocuarto lugar.